# Саксаганське водосховище
Саксаганське водосховище — водосховище в нижній течії річки Саксагань, найнижче в Саксаганському каскаді водосховищ, розташоване у великій меандрі — Галковський Кут. На берегах водосховища розташовані житломасиви Кривого Рогу — Володимира Великого і Мудрьона. У південно-східній частині меандра пересипана насипом і використовувалася під шламосховище РУ ім. Дзержинського, зараз по цій греблі прокладена ділянка метро «Мудрьона» — «Вечірній бульвар». До 2016 року мало назву —  Дзержинське.
Греблю споруджено у 1957 для наповнення водою Саксаганського дериваційного тунелю. У районі зупинки «Визволителів Кривого Рогу», річище річки, що прямувало до Карнаватки й природного гирла, було обрізано і засипано земляною греблею, якою на початок XXI сторіччя прямує одна з провідних автомагістралей на ділянці від площі 95 квартал (кільце 95 кварталу) до площі Володимира Великого.
Координати греблі — 
До спорудження другого дериваційного тунелю в 1971 році, Саксагань виходячи з меандри Деконська петля (вигин річки в районі шахти Північна, колишнього РУ ім. Кірова) безпосередньо впадала до водосховища. На початку 1970-х років Деконську петлю пересипали греблею, якою зараз проходить автодорога і пустили річку по підземному тунелю, завдовжки в 300 м. З тунелю річкова вода впадає до водосховища в районі автотранспортної зупинки «Визволителів Кривого Рогу».

## Ресурси Інтернету
- Саксаганське водосховище